# طائر التعريشة ذو الصدر الأيلي
طائر التعريشة ذو الصدر الأيلي (الاسم العلمي: Chlamydera cerviniventris)، نوع من طيور التعريشة و جنس الزيان. هو هو متوسط الحجم، يصل طوله إلى 32 سم (13 بوصة)، ريشه أبيض مائل إلى الرمادي ومرقط بالون البني، أسود المنقار، قزحيته سوداء داكنة، الفم العلوي أصفر والأسفل برتقالي. كلا الجنسين متشابهان. الأنثى أصغر بقليل من الذكر.
انتشاره في غينيا الجديدة و شبه جزيرة كيب يورك.